# Fender Bass V
Originalni model Fender Bass V je uistinu neobična električna bas-gitara koju je Fender proizvodio od 1965. – 1970. godine. To je bio prvi proizvedeni petožičani model bas-gitare u svijetu. Značajno je za istaknuti da se taj koncept proizvodnje, i popularnost ovako dizajniranih modela održala i do danas.

Model Fender Bass V je neobičan po svojim dimenzijama. Naime, unatoč tomu što je 76,2mm/3" duži od standardnog Precisiona ima samo 15 pragova na hvataljci vrata gitare. Peta C tonska žica idealnim dizajnerskim rješenjem elegantno je pridodana ostalim četirima na vratu gitare. Sve je prilagođeno za standardne dimenzije dizajna Fender tijela gitare. Bitno je napomenuti da su se u to vrijeme električne bas-gitare izrađivale s tradicionalno standardnim dizajnom modela, a ovakvi "izleti" bili su primjena potpuno nove ideje, i tehnologije rada. Pridodani visoki ton pete C žice (uz već postjeće klasične E-A-D-G) glazbeniku basisti je bez prelaska na sviranje u više pozicije vrata gitare, omogućilo u nižoj poziciji neusporedivo lakše sviranje viših tonova. Tako npr., najviši ton E za dohvatiti na modelu Fender Bass V, odgovara istoj poziciji standardnom četverožičanom Jazz ili Precision Bass modelu.

Originalni model prepoznatljiv je po mostu urađenom od kroma kojeg poklapa specijalno dizajniran "f" poklopac.
 Unatoč odličnoj zamisli dizajna (potvrda su današnji modeli) model Bass V ipak nije imao svijetlu budućnost. Što zbog svoje veličine i oblika, što zbog malog razmaka između žica koji je otežavao sviranje, model Bass V nije bio baš najbolje prihvaćen. Tako da prije nego što je 1970. godine prekinuta proizvodnja, proizvelo se samo oko 1000. primjeraka ovog modela bas-gitare. Ostatak ne potrošenih dijelova materijala (posebno tijela gitare) koristio se u nastavku za proizvodnju Fender Swinger modela gitare.

## Poznati glazbenici
- James Jamerson,[1] i u popisu Motown legendi[2]
- John Paul Jones u engleskom rock sastavu Led Zeppelin[3]
- Fred Turner u kanadskom rock sastavu Bachman-Turner Overdrive

## Vanjske poveznice
- Fender Bass V - opis na thelowend.net[neaktivna poveznica]
- "Fender Bass V - opis na gbase.com